# Mara Lima
Marilei de Souza Lima, mais conhecida como Mara Lima, A Dama da música Gospel no Brasil (Francisco Beltrão, 7 de janeiro de 1961), é uma cantora gospel e política brasileira filiada ao Republicanos.

## Biografia
Filha do militar Constantino Lima dos Santos e da professora Tereza Nonato dos Santos, Marilei nasceu no município de Francisco Beltrão. É casada com Gessé de Souza Lima, com quem tem duas filhas: Dayane e Vanessa. É graduada em Teologia.
Ainda pequena já mostrava talento para o canto e música. Quando adolescente, Mara aceitou o convite de Gessé Lima para ir à igreja. Desse dia em diante, Mara começou a frequentar a igreja. Foram muitas dificuldades até gravar seu primeiro disco (Além da Morte). Seu disco a tornou conhecida em todo o país. Mara Lima é dona da gravadora Louvor Eterno, que possui diversos outros nomes da música gospel.[carece de fontes?]

### Política

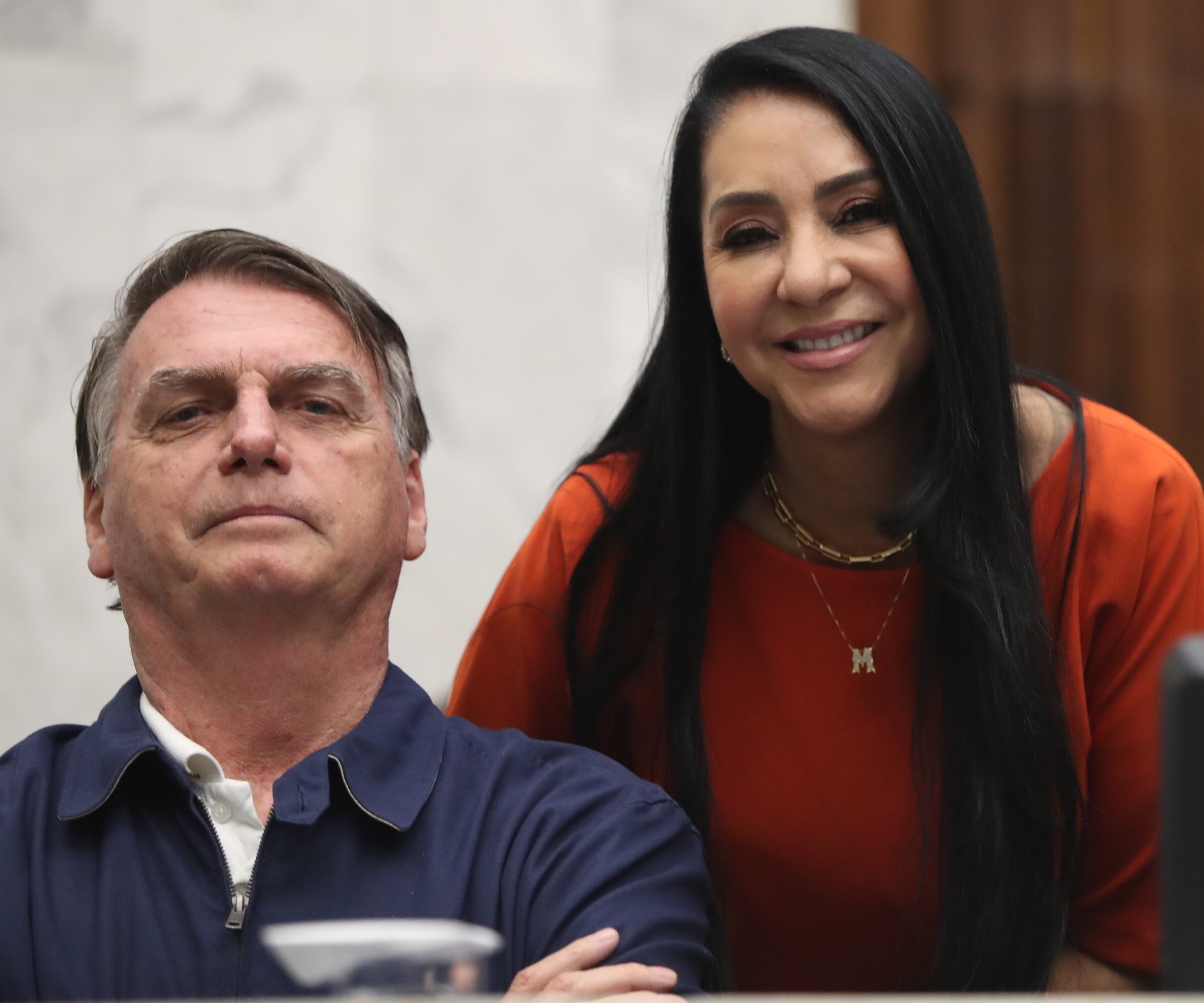
Lima com o ex-presidente Jair Bolsonaro (2023)

Na política, concorreu pela primeira vez nas eleições estaduais em 2006 ao posto de deputada, não sendo eleita. Nas eleições municipais de 2008 foi a quarta mais votada, elegendo-se vereadora em Curitiba pelo Partido da Social Democracia Brasileira (PSDB), o mesmo do prefeito Beto Richa.
Nas eleições estaduais de 2010, Mara Lima foi eleita deputada estadual pelo PSDB com 57 mil votos, a mulher mais votada em uma eleição paranaense. Foi reeleita em 2014 com mais de 45 mil votos, apoiando então a reeleição de Beto Richa ao governo do estado.
Em 2018, ingressou no PSC. Nas eleições de 2018 conquistou pouco mais que 33.800 votos, não conseguindo se reeleger. Entretanto, ficou na primeira suplência dos deputados da coligação Inova Paraná, formada pelo PSC e PSD. Como o deputado eleito Guto Silva foi nomeado Chefe da Casa Civil, Mara Lima assumiu sua vaga na Assembleia Legislativa do Paraná.

## Videografia
- 2001: Mara Lima Ao Vivo
- 2003: Mara Lima e seus amiguinhos - Sonho de Criança
- 2016: Mara Lima e seus amiguinhos - PicNic Legal
- 2017: Mara Lima - Recordando Outra Vez - 35 Anos AO VIVO